# Jochen Knell
Jochen Knell (* 1959/1960 in Karlsruhe) ist ein deutscher Basketballtrainer.

## Laufbahn
Knell, der sich wissenschaftlich mit der Bestimmung von Fouls durch Basketball-Schiedsrichter befasste, betreute in der Saison 1989/90 die Damen des TSV Nördlingen in der Bundesliga und erreichte mit ihnen als Aufsteiger den Klassenerhalt. Er war dann zwischen 1990 und 1995 Trainer der Damen der KuSG Leimen. Des Weiteren kümmerte sich der Inhaber des A-Trainerscheins bei der KuSG auch um planerische Dinge und die Werbung. 1994 gelang Leimen unter seiner Leitung der Aufstieg in die Damen-Basketball-Bundesliga. Dort erreichte die KuSG mit Spielerinnen wie Sandra Buchenroth, Tessa Franken sowie der Kanadierin Lani Kramer unter Trainer Knell in der Hauptrunde der Bundesliga-Saison 94/95 den neunten Rang. In der folgenden Abstiegsrunde wurde der Klassenerhalt verpasst.
Der beruflich als Finanzberater tätige Knell übernahm mit Saisonbeginn 1995/96 das Traineramt beim Herrenzweitligisten USC Heidelberg. Er führte die Mannschaft um Horst Wolf und den US-Amerikaner David Jones auf den fünften Rang der Hauptrunde der 2. Bundesliga Süd. In der folgenden Qualifikationsrunde mit Erst- und Zweitligisten erreichte Knell mit dem USC ebenfalls den fünften Platz. Er betreute die Heidelberger auch im Zweitligaspieljahr 1996/97. Neben Wolf und Jones konnte Knell nun auf den ehemaligen Nationalspieler Markus Jochum bauen, der aus Ludwigsburg gekommen war. Als Siebter der Hauptrunde musste Knell mit seiner Mannschaft in die Platzierungsrunde, in der als Tabellenerster der Klassenerhalt gesichert wurde. In der Saison 1997/98 führte Knell den USC in der Hauptrunde der Südstaffel der 2. Bundesliga auf den vierten Platz der Abschlusstabelle. In der danach ausgetragenen Aufstiegsrunde wurde man Fünfter. Anschließend gab Knell sein Traineramt in Heidelberg nach drei Spieljahren ab.